# Nàn Sín
Nàn Sín là một xã thuộc huyện Si Ma Cai, tỉnh Lào Cai, Việt Nam.

## Địa lý
Xã Nàn Sín nằm ở phía tây nam của huyện Si Ma Cai, có vị trí địa lý:
- Phía đông giáp xã Quan Thần Sán và huyện Bắc Hà
- Phía nam giáp huyện Bắc Hà và huyện Mường Khương
- Phía tây giáp huyện Mường Khương
- Phía bắc giáp xã Sín Chéng (ranh giới tự nhiên của xã Nàn Sín với huyện Mường Khương là sông Chảy).

Dân tộc H'mông chủ yếu sống trên địa bàn xã.

## Lịch sử
Năm 1966, huyện Bắc Hà thuộc tỉnh Lào Cai được chia tách thành huyện Bắc Hà mới và huyện Si Ma Cai, xã Nàn Sín thuộc huyện Si Ma Cai.
Năm 1975, các tỉnh Yên Bái, Lào Cai và Nghĩa Lộ (trừ huyện Bắc Yên và huyện Phù Yên) sáp nhập thành tỉnh Hoàng Liên Sơn, xã Nàn Sín thuộc huyện Si Ma Cai, tỉnh Hoàng Liên Sơn.
Năm 1979, huyện Si Ma Cai lại sáp nhập vào huyện Bắc Hà, xã Nàn Sín thuộc huyện Bắc Hà, tỉnh Hoàng Liên Sơn.
Năm 1991, tỉnh Hoàng Liên Sơn chia tách thành 2 tỉnh là Yên Bái và Lào Cai, xã Nàn Sín thuộc huyện Bắc Hà, tỉnh Lào Cai.
Năm 2000, xã Nàn Sín thuộc huyện Si Ma Cai mới tái lập.